# Smittoidea ophidiana
Smittoidea ophidiana is een mosdiertjessoort uit de familie van de Smittinidae. De wetenschappelijke naam van de soort is voor het eerst geldig gepubliceerd in 1879 door Waters.